# Tasik Chini
Tasik Chini, "Chini-sjön", är en sjö vid Pahangfloden i centrala Pahang, Malaysia.
Enligt en legend från Orang asli-folket har en drake, kallad Naga Seri Gumum, sin boning i sjön. En annan legend gör gällande att sjöns botten hyser en sjunken khmer-stad.